# 拉佩尼亞 (聖地牙哥區)
拉佩尼亞（西班牙語：La Peña），是巴拿馬的城鎮，位於該國中西部，由貝拉瓜斯省的聖地牙哥區負責管轄，面積117.6平方公里，海拔高度252米，2010年人口3,990，人口密度每平方公里33.9人。